# 로터스 유로파 S
로터스 유로파 S(영어: Lotus Europa S)는 로터스 자동차에서 2006년부터 2010년까지 생산했던 스포츠카이다.

## 생산
유로파는 코드명 "세팡"으로 개발되었다.원래는 말레이시아에 있는 모회사인 프로톤의 공장에서 생산할 예정이어서 더 낮은 판매 가격을 허용했지만 결국 회사는 자동차 생산을 위해 로터스 헤델 공장을 선택했다.프로톤 배지 버전이 계획 취소되었지만 아이디어는 2010 Proton Lekir 컨셉트로 잠시 재검토되었다.
차량 인도는 2006년 9월 노퍽주의 헤델에 있는 로터스 자동차 공장에서 시작되었다. 오펠/복스홀에서 제작한 터보차저는 해당 국가의 배기 가스 요구 사항을 충족하도록 인증되지 않았기 때문에 이 차는 미국이나 캐나다에서 판매되지 않았다.
차체와 차대는 크라이슬러가 닷지 서킷 EV 전기 자동차 컨셉트에 사용하기도 하였다.
2008년에 더 강력한 유로파 SE로 대체되었다. 생산량은 456대에 달하였으며 새로운 배출 기준으로 인해 2010년 초에 생산을 중단하였다. 단 48대의 자동차만 제작되어 로터스가 제작한 가장 희귀한 양산 로드카가 되었다.